# Loang Maka
Loang Maka is een bestuurslaag in het regentschap Centraal-Lombok van de provincie West-Nusa Tenggara, Indonesië. Loang Maka telt 8616 inwoners (volkstelling 2010).